# Список глав государств в 209 году до н. э.
| 210 до н. э. ← Список глав государств по годам → 208 до н. э. |

## Азия
- Айраратское царство — Ерванд IV, царь (212 до н. э. — 200 до н. э.)
- Анурадхапура — Асела, царь (215 до н. э. — 205 до н. э.)
- Аулак — Ан Зыонг-выонг, князь (257 до н. э. — 207 до н. э.)
- Вифиния — Прусий I, царь (228 до н. э. — 182 до н. э.)
- Греко-Бактрийское царство  — Евтидем I, царь (ок. 230 до н. э. — 200 до н. э.)
- Иберия — Саурмаг I, царь (234 до н. э. — 159 до н. э.)
- Каппадокия — Ариарат IV Евсеб, царь (220 до н. э. — 163 до н. э.)
- Китай (Империя Цинь) — Эрши Хуанди (Ин Хухай), император (210 до н. э. — 207 до н. э.)
- Корея:
  - Махан — Юн, вождь[англ.] (220 до н. э. — 193 до н. э.)
  - Пуё — Хэмосу, тхандже (239 до н. э. — 195 до н. э.)
- Маурьев империя — Шалишука, император (215 до н. э. — 202 до н. э.)
- Парфия — Аршак II, царь (ок. 217 до н. э. — ок. 191 до н. э.)
- Пергамское царство — Аттал I Сотер, царь (238 до н. э. — 197 до н. э.)
- Понтийское царство — Митридат III, царь (ок. 220 до н. э. — 190 до н. э.)
- Сатавахана — Симукха, махараджа (211 до н. э. — 198 до н. э.)
- Селевкидов государство — Антиох III Великий, царь (223 до н. э. — 187 до н. э.)
- Хунну — 
  - Тоумань, шаньюй (220 до н. э. — 209 до н. э.)
  - Модэ, шаньюй (209 до н. э. — 174 до н. э.)
- Япония — Когэн, тэнно (император) (214 до н. э. — 158 до н. э.)

## Африка
- Египет — Птолемей IV Филопатор, царь (222 до н. э./221 до н. э. — 204 до н. э.)
- Нумидия —  
  - Сифакс, царь Западной Нумидии (ок. 215 до н. э. — 202 до н. э.)
  - Гала, царь Восточной Нумидии  (ок. 250 до н. э. — 207 до н. э.)

## Европа
- Афины  — Каллесхр, архонт (210 до н. э. — 209 до н. э.)
- Ахейский союз — Киклиад, стратег (209 до н. э. — 208 до н. э., 200 до н. э. — 199 до н. э.)
- Боспорское царство — Гигиенонт, царь (ок. 220 до н. э. — ок. 200 до н. э.)
- Дарданское царство[англ.] — Лонгар, царь[англ.] (ок. 231 до н. э. — ок. 206 до н. э.)
- Ирландия — Бресал Бо-Дибад, верховный король (210 до н. э. — 199 до н. э.)[1]
- Македонское царство — Филипп V, царь (221 до н. э. — 179 до н. э.)
- Одрисское царство (Фракия) — Севт IV, царь (215 до н. э. — 190 до н. э.)
- Римская республика:
  - Квинт Фабий Максим Кунктатор, консул (233 год до н. э., 228 год до н. э., 215 год до н. э., 214 год до н. э., 209 год до н. э.)
  - Квинт Фульвий Флакк, консул (237 год до н. э., 224 год до н. э., 212 год до н. э., 209 год до н. э.)
- Спарта: 
  - Пелоп, царь (212 до н. э. — 200 до н. э.)
  - Маханид, тиран (212 до н. э./211 до н. э. — 207 до н. э.)

## Галерея

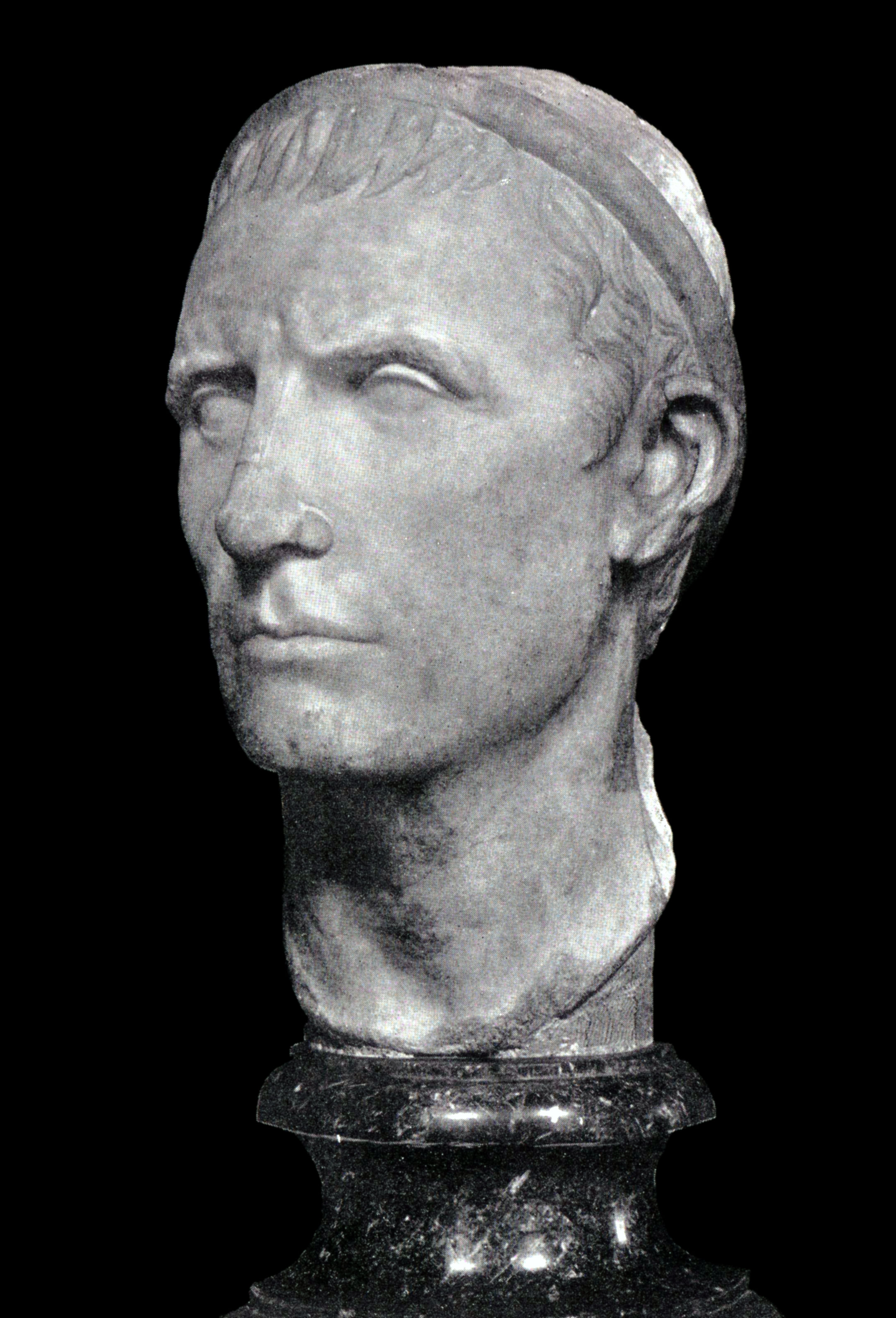
Антиох III Великий 223 до н.э.—187 до н.э. Царь Сирии
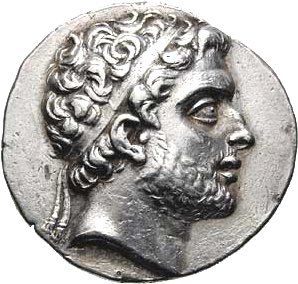
Филипп V 221 до н.э.—179 до н.э. Царь Македонии
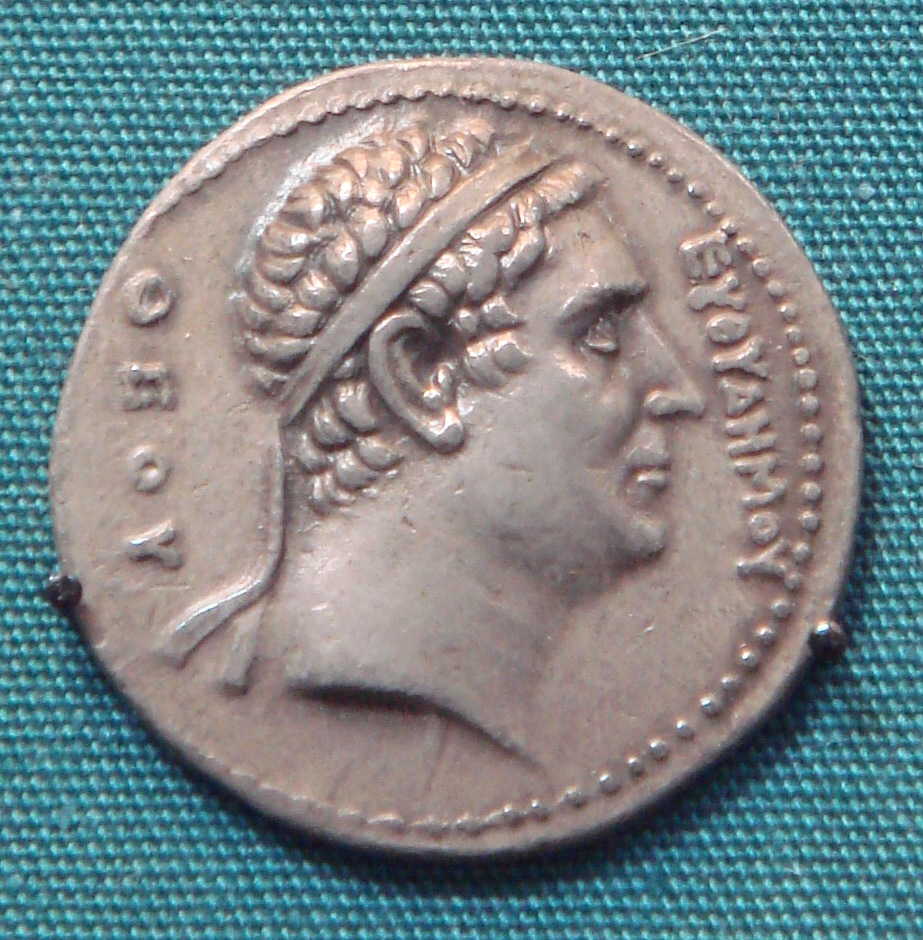
Евтидем I 230 до н.э.—200 до н.э. Греко-бактрийский царь
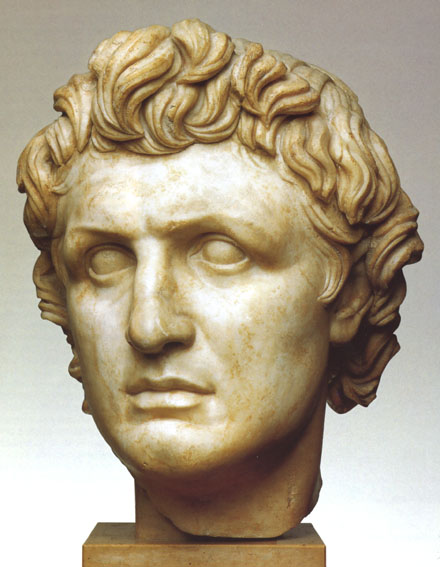
Аттал I Сотер 238 до н.э.—197 до н.э. Царь Пергама
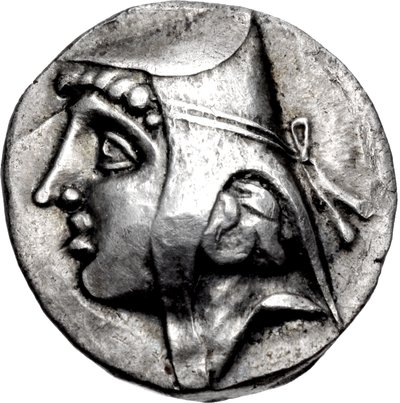
Аршак II 217 до н.э.—191 до н.э. Царь Парфии
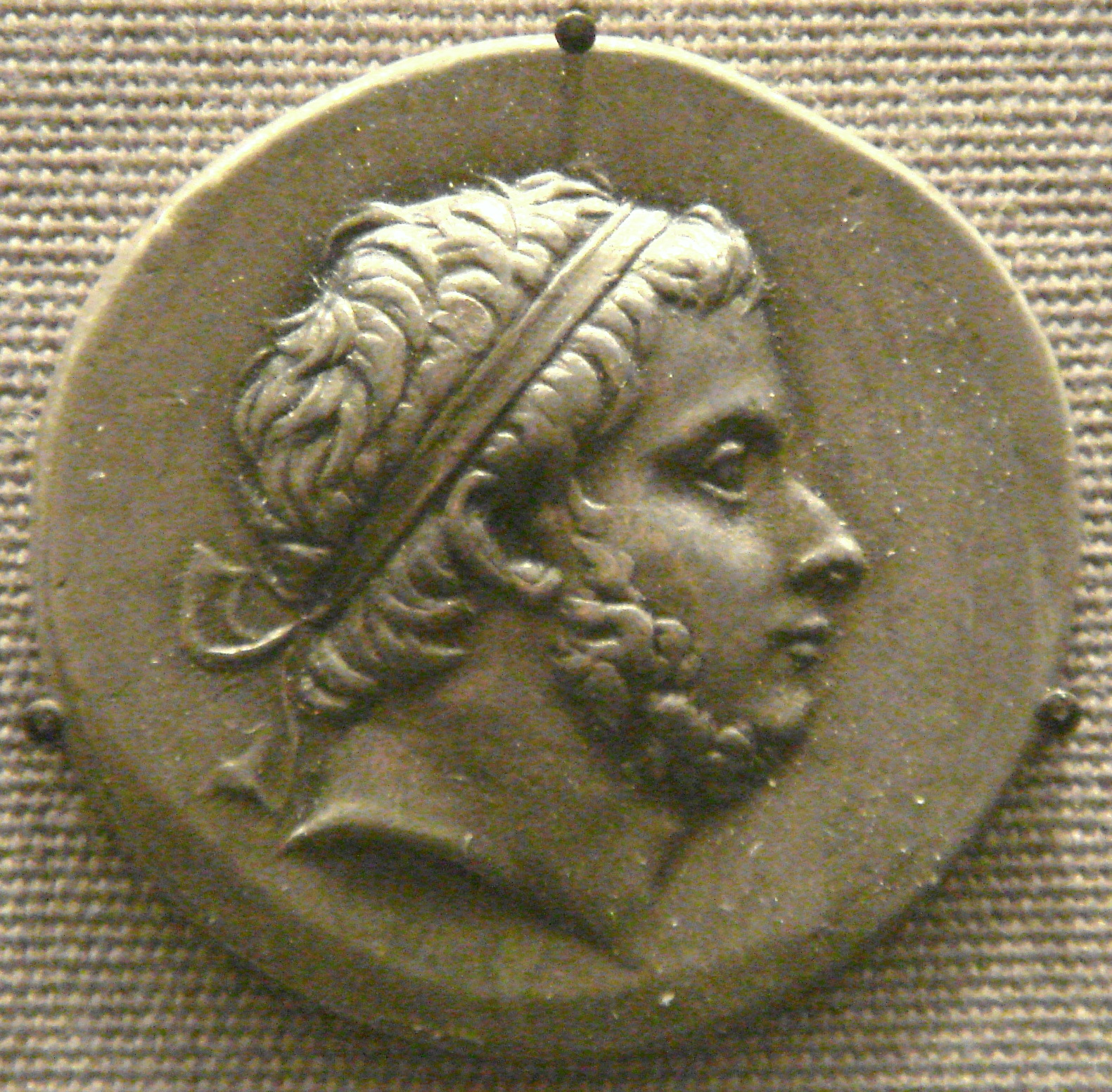
Прусий I 228 до н.э.—182 до н.э. Царь Вифинии
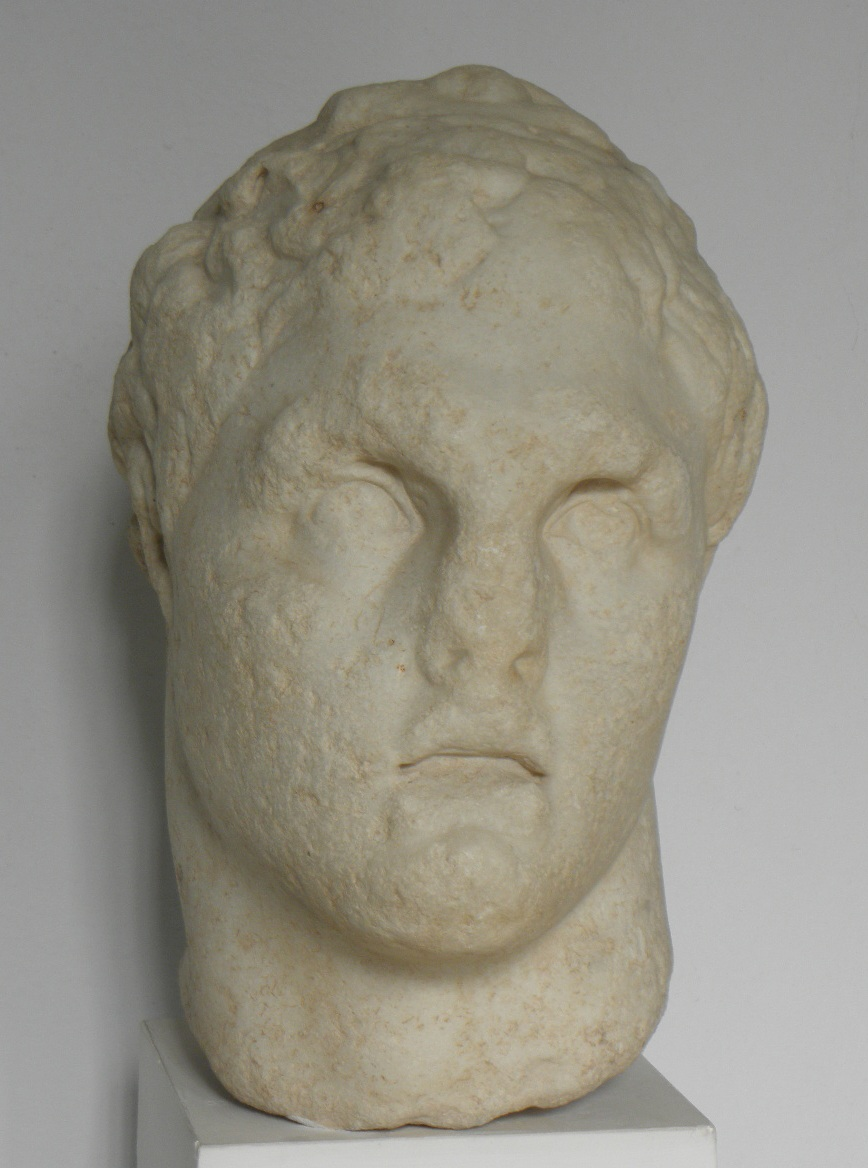
Птолемей IV Филопатор 222/221 до н.э.—204 до н.э. Царь Египта
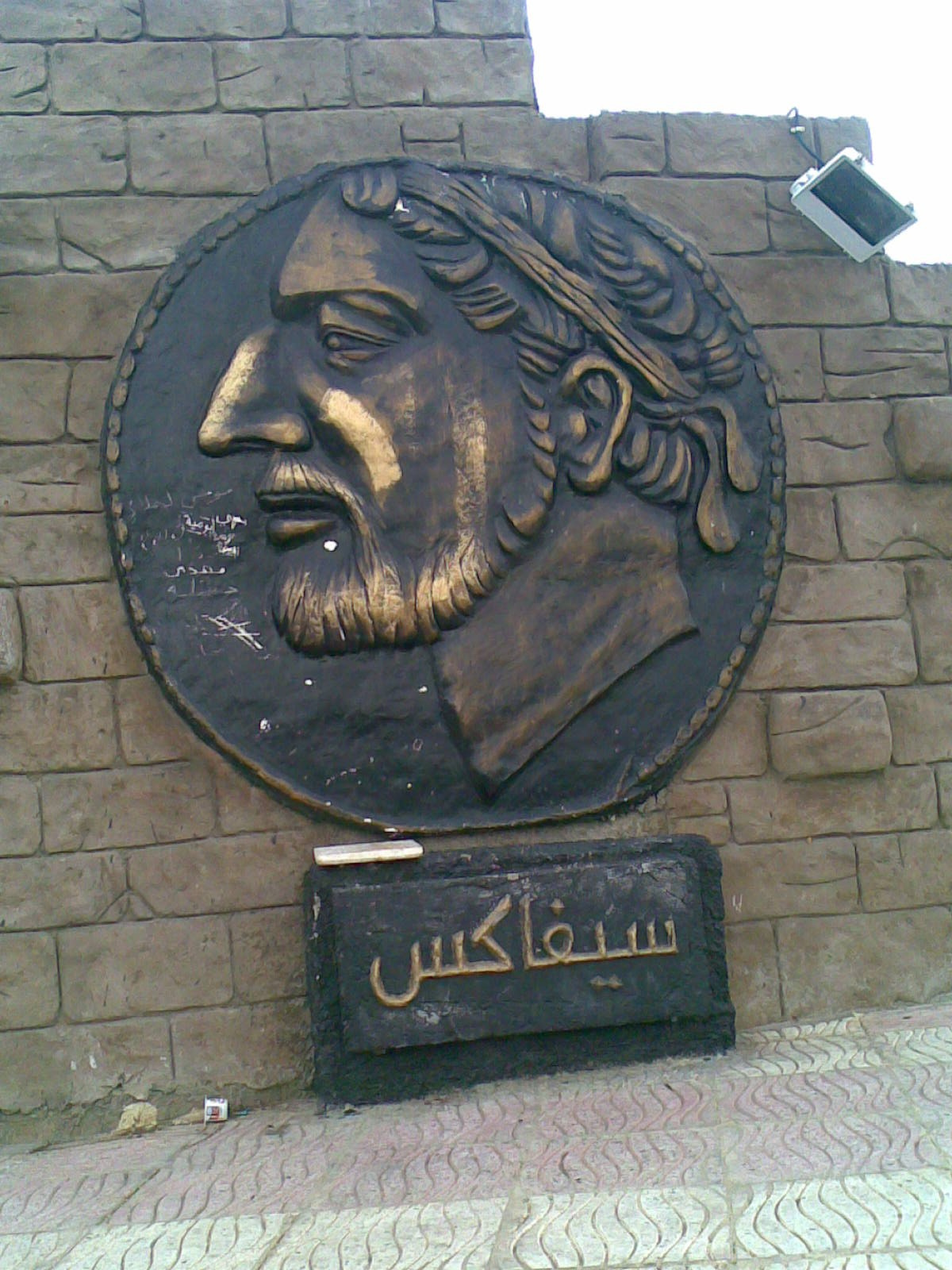
Сифакс 215 до н.э.—202 до н.э. Царь Западной Нумидии
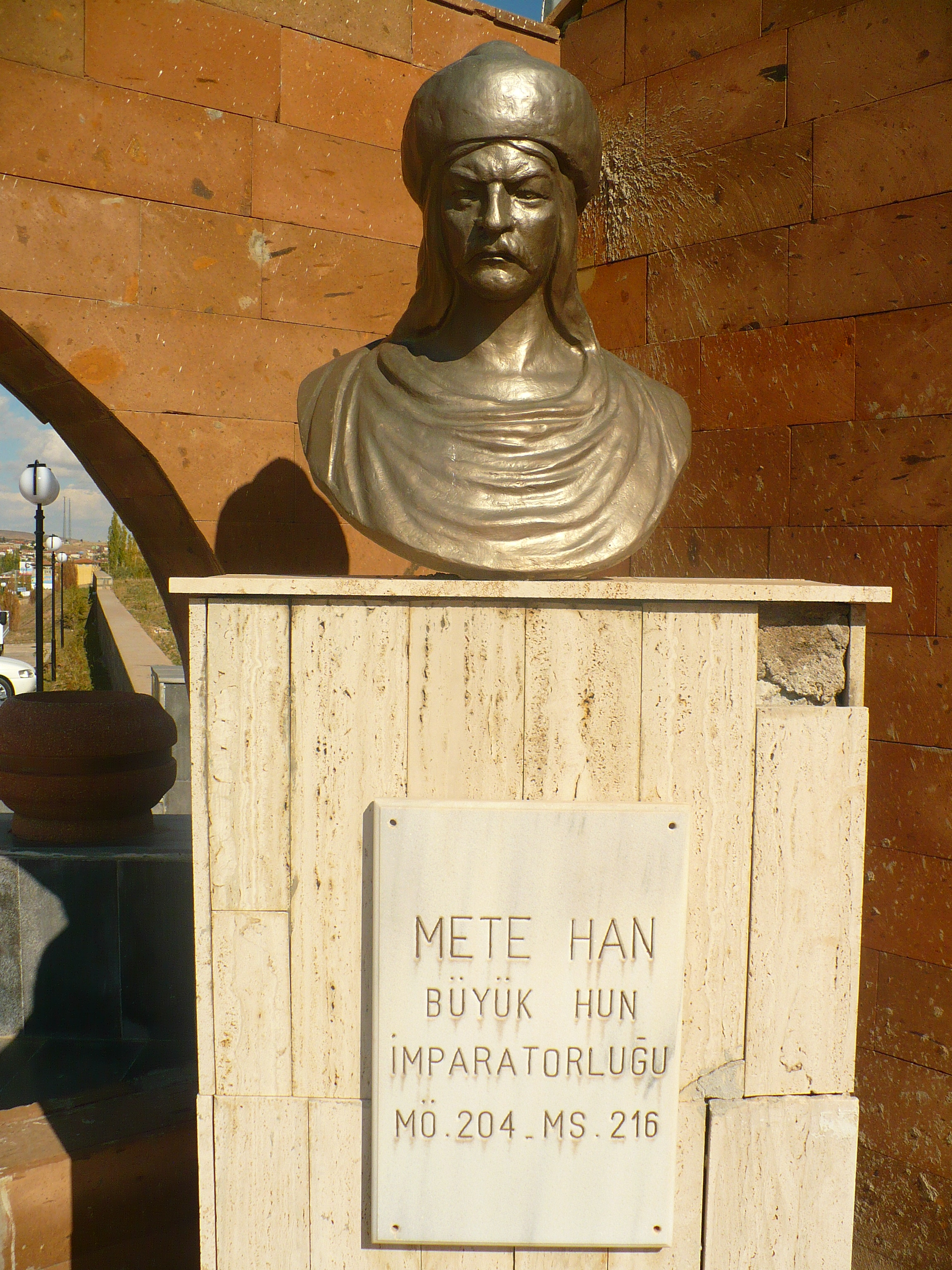
Модэ 209 до н.э.—174 до н.э. Шаньюй хунну
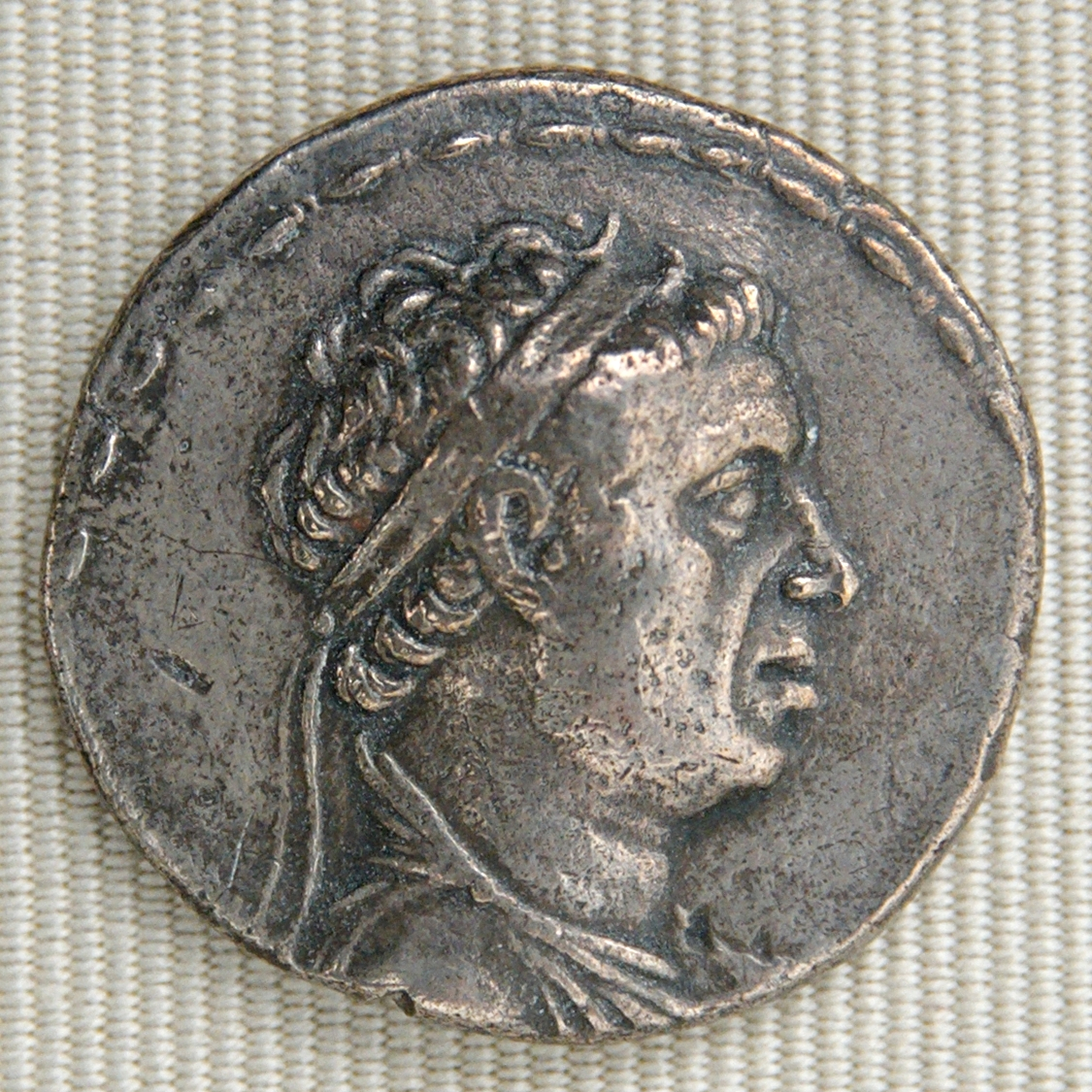
Ариарат IV 220 до н.э.—163 до н.э. Царь Каппадокии
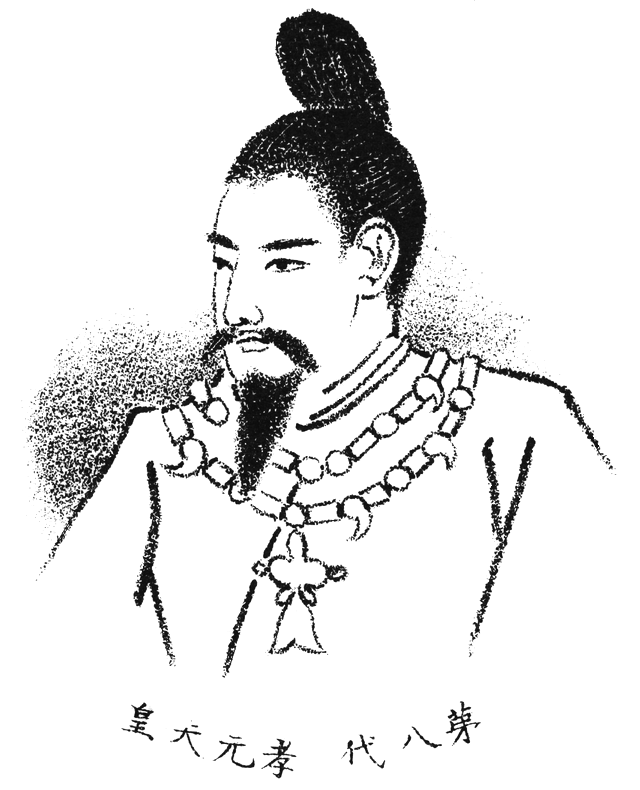
Когэн 214 до н.э.—158 до н.э. Император Японии